# 西印度群岛综合档案馆
西印度群岛综合档案馆（西班牙語發音：[aɾˈtʃiβo xeneˈɾal de ˈindjas]）坐落在西班牙南部安达卢西亚自治区塞维利亚市的塞维利亚商会大楼（Casa Lonja de Mercaderes）内，是极有价值的档案文件的文件库，说明了在美洲和菲律宾的西班牙帝国的历史。西印度群岛综合档案馆所在的建筑由胡安·德·埃雷拉（Juan de Herrera）设计，是西班牙意大利式文艺复兴建筑的实例。1987年，这座建筑被联合国教科文组织列为世界遗产。
西印度群岛综合档案馆收藏有从征服者到19世纪末的丰富档案，包括塞万提斯的求职请求，亚历山大六世为西班牙和葡萄牙划分世界的教宗诏书，哥伦布的日志，美洲殖民地美国城市的地图和规划，等等。今天西印度群岛综合档案馆拥有总长约9公里的书架，43000卷、约8000万页的殖民政府档案。